# Santa Maria Immacolata a Villa Borghese
Santa Maria Immacolata a Villa Borghese är en kyrkobyggnad i Rom, helgad åt Jungfru Maria och särskilt åt hennes Obefläckade Avlelse. Kyrkan är belägen i Villa Borghese i quartiere Pinciano och tillhör församlingen Santa Teresa d'Avila.

## Historia
Kyrkan uppfördes år 1792 i det så kallade Casina di Raffaello; bakom kyrkbygget står Antonio Asprucci (1723–1808) och sonen Mario Asprucci (1764–1804). Fasaden har en portik med fyra doriska kolonner. Interiören hyser konstverk av Pietro Carrarini, Felice Giani och Guillaume-Antoine Grandjacquet.